# Teologia dogmática católica
Segundo a definição católica, a Teologia dogmática é a parte da Teologia católica que trata, sistematicamente, do conjunto das verdades reveladas por Deus (compiladas e reunidas na chamada Tradição, que inclui a Bíblia) e como tal propostas pelo Magistério da Igreja Católica, isto é, do dogma e das verdades fundamentais com ele vinculadas, às quais se deve em primeiro lugar o assentimento da fé. Esta teologia trata também da forma como o Magistério elaborou seu ensinamento em relação a essas verdades definitivas, irrefutáveis e imutáveis, podendo porém a sua compreensão se evoluir, à luz do estudo rigoroso por este ramo da teologia.
Esta teologia, chamada também pelos católicos como Teologia Fundamental, está, em parte, englobada pela teologia sistemática.

## Temas de estudo
A Teologia Sistemática (dogmática), no âmbito católico, se subdivide em:
- DEUS
  - a) Trindade: o estudo das Três pessoas da Santíssima Trindade;
  - b) Cristologia: o estudo da pessoa de Jesus Cristo e a sua obra de redenção da humanidade;
  - c) Pneumatologia: o estudo do Espírito Santo (pneuma = sopro, espírito, em grego).

- HOMEM
  - a) Protologia: o estudo da criação (prótos = primeiro);
  - b) Antropologia: o estudo do homem enquanto criatura e do pecado original;
  - c) Escatologia: o estudo da realidade post-mortem e do fim do mundo;
  - d) Eclesiologia: o estudo da Igreja, fundada por Jesus Cristo para evangelizar e atualizar a sua presença redentora.

- SACRAMENTOS:
  - a) Sacramentária em geral: o que são os sacramentos;
  - b) Iniciação cristã: Baptismo, Eucaristia e Confirmação;
  - c) Perdão dos Pecados: Confissão e Unção dos Enfermos;
  - d) Vocação cristã: Matrimónio e Ordem.